# Alemigssiefen
Der Alemigssiefen oder Alemigsiefen  ist ein Fließgewässer zwischen Hähn und der Straße Parborn in der nordrhein-westfälischen Gemeinde Kürten. 

## Name
Während das Gewässer im Fachinformationssystem ELWAS, im Topographischen Informationsmanagement TIM und im Gewässerverzeichnis mit Alemigssiefen bezeichnet wird, ist in Landschaftsplänen und örtlichen Zeitungen von Alemigsiefen die Rede.
Das Suffix -(m)ig oder abgeschliffen -(m)ich geht auf -bach oder germanisch -baki zurück, was so viel wie „fließendes (kleineres) Gewässer“ bedeutet. Alemig entspricht damit dem alten Bach, insgesamt also dem Siefen des alten Bachs.

## Geographie

### Verlauf
Der Alemigssiefen entspringt in der Flur In der Fuhr in der Nähe der Ortschaft Hähn auf einer Höhe von 238 m ü. NHN und fließt dann durch das Naturschutzgebiet Alemigsiefental. Der Bach läuft auf seinen letzten Metern durch das Naturschutzgebiet Dürschbachtal und macht sich in den hier befindlichen Wiesen breit. Anschließend mündet er in der Flur An der Alemig  nördlich der Straße Parborn (früher war an den angrenzen Fischteichen der Wohnplatz Heidmannsaul) auf einer Höhe von 125 m in den Dürschbach. Der Alemigssiefen hat keine identifizierbaren Nebengewässer.

### Einzugsgebiet
Das 1,25 km² große Einzugsgebiet liegt im Naturraum Bärbroicher Höhe und vollständig im Gebiet der Gemeinde Kürten. Es wird über Dürschbach, Sülz, Agger, Sieg und Rhein zur Nordsee entwässert.
Das Einzugsgebiet des Alemigssiefens grenzt
- im Norden an den Miebach
- im Nordosten und Osten an den  Westerbach
- im Südosten an den Ölsiefen,
- ansonsten an den aufnehmenden Dürschbach.

In der Aue des Bachs dominiert Waldgelände, ansonsten, besonders im westlichen Bereich überwiegen landwirtschaftlich genutzte Flächen.
Die höchste Erhebung ist der 243,8 m hohe Theisberg. Weitere benannte Höhen sind der Wermersberg (204,8 m) auf der linken Seite des Unterlaufs und der Alemigsberg  (208,2 m) auf der gegenüberliegenden Seite.
An Siedlungen liegen im Einzugsbereich im Norden der Wohnplatz Hähn und der südwestliche Bereich des Wohnplatzes Hufe, im Osten der westliche Teil des Dorfes Engeldorf und im Westen das östlich der dortigen Hauptstraße liegende Gebiet des Wohnplatzes Unterbörsch.

## Geologie und Bodentyp
Der Oberlauf des Siefens wird von den Ton-, Schluff- und Sand- sowie untergeordneten Kalkgesteinen der Eifeliumstufe des Mitteldevons geprägt und am Unterlauf kommen hauptsächlich Tons- und Schluffsteine sowie teilweise auch Quarzite des Emsiums, der obersten Stufe der Unterdevon-Serie, vor.
Über den Gesteinen hat sich  schluffig-tonige Braunerde mit hoher nutzbarer Feldkapazität abgelagert und in der Bachmulde überwiegt Gleye.